# Campaña Mundial por el Derecho al Retorno a Palestina
La Campaña Mundial por el Derecho al Retorno a Palestina (árabe: الحملة العالمية للعودة إلى فلسطين) es una organización paraguas u organización coordinadora de otras entidades y  organizaciones no gubernamentales que apoyan la causa palestina, tanto en el ámbito de los países árabes como en el resto del mundo. La Campaña tiene representantes y socios en más de 45 países y organiza eventos y acciones a nivel internacional con objetivo de defender la causa palestina y especialmente el derecho al retorno de sus habitantes expulsados.

## Sobre la Campaña
El punto de vista de la Campaña incide en que la conmemoración de estas efemérides hoy en día es una necesidad, dada la peligrosa realidad que afecta al núcleo de la causa palestina, en un momento en el que los intereses de los países árabes e islámicos han dejado de prestar atención al proyecto sionista que continúa robando los derechos del pueblo palestino día a día.
La Campaña tiene socios y miembros en más de 45 países repartidos por todo el mundo, incluyendo la propia Palestina, el Líbano, Jordania, Siria, Yemen, Malasia, Indonesia, Túnez, Marruecos, Egipto, Escocia, Estados Unidos, Canadá, Venezuela, Chile, Nigeria y Albania entre otros que organizan diversos eventos en apoyo de la causa palestina, especialmente en favor al derecho al retorno. Con este motivo, se ha establecido anualmente cada 15 de mayo como Día por el Derecho el Retorno, a la vez que se conmemora el Día de la Catástrofe (en recuerdo del yaum al nakba o fecha de inicio del exilio palestino), convirtiéndolo en un día de conmemoración a escala mundial.
La Campaña mantuvo su primera reunión los días 14 al 16 de abril de 2013, con el objeto de preparar la instauración del primer Día del por el Derecho al Retorno, ese mismo año de 2013.
Para poder llevar a cabo sus actividades, la Campaña se ayuda de iniciativas tanto personales como colectivas de organizaciones civiles y de jóvenes voluntarios, a quienes ayuda a canalizar y focalizar su enorme energía en el contexto del activismo por Palestina.

## Objetivos
1. Que la causa palestina se convierta en el núcleo unificador.
2. Que el mayor número posible de ONGs se unan a esta organización paraguas y de esta manera, homogeneizar sus acciones para aumentar su efectividad en todo el mundo.
3. Hacer hincapié en el inalienable derecho del pueblo palestino a retornar a su patria.
4. Establecer una campaña mundial de sensibilización sobre la reivindicación del indiscutible derecho al retorno y mostrarse firmes ante cualquier intento de erradicar o debilitar la defensa de este derecho.

## Institución de la Campaña
La Campaña Mundial por el derecho al retorno a Palestina]se instituyó oficialmente durante la conmemoración, el 15 de mayo de 2013, del día Por el Derecho al Retorno, aunque había venido operando ya con anterioridad. Por este motivo, numerosas ONGs que apoyan la causa palestina organizaron más de 45 eventos por todo el mundo. La Campaña emitió una declaración fundacional que firmaron la totalidad de los representantes de las citadas ONGs.

## Actividades

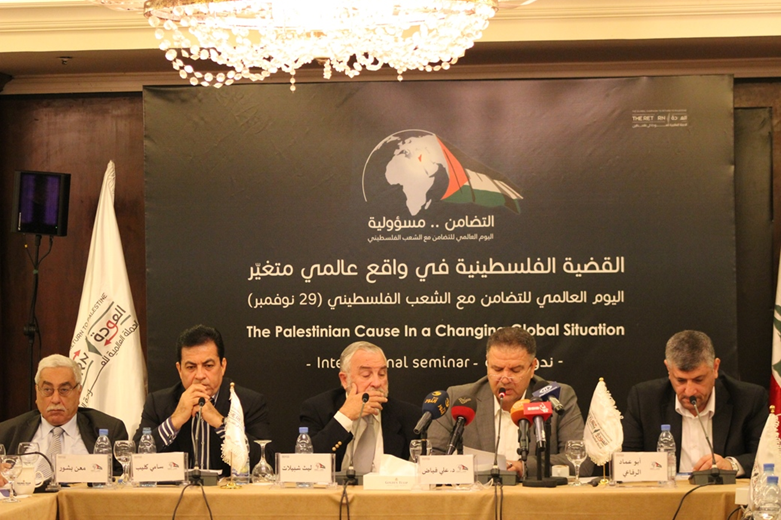
Congreso "Día Internacional de Solidaridad con el pueblo palestino", organizado por la Campaña en Beirut, Líbano, en noviembre de 2014.

### Día Internacional de Solidaridad con el Pueblo Palestino Congreso de 2013
Partiendo de la firme convicción que tiene la Campaña de la importancia de que las ONG que apoyan la causa palestina cooperen y se comuniquen entre sí y, teniendo en cuenta la necesidad de una organización coordinadora que facilite y garantice dicha cooperación, la Campaña organizó el congreso Dia Internacional de Solidaridad con el Pueblo Palestino en Beirut (Líbano) los días 27, 28 y 29 de noviembre de 2013.La Conferencia reunió a más de 45 invitados de todo el mundo, en su mayoría portavoces de las ONG internacionales que operan por la Causa palestina y concluyó con la creación de esta organización paraguas haciéndose socias todas las entidades participantes.

### El día por el Derecho al Retorno, 2014
La Campaña Mundial por el Retorno a Palestina ha escogido el 15 de mayo para conmemorar anualmente el día por el Derecho al Retorno. En ese día, la Campaña recuerda la catástrofe palestina del yaum an-Nakba, en el año de 1948 y lo que en él sucedió: las trágicas masacres sobre la población (Deir Yassin, al-Damaymah), la opresión y persecución al pueblo palestino y la confiscación de sus tierras que trajeron como consecuencia el desplazamiento fuera de su patria de más de 840.000 personas, sobre una población estimada entonces en torno a 1.4 millones de habitantes.
Para conmemorar el Día del Retorno las organizaciones afines organizaron una serie de actividades, conferencias y protestas de forma síncrona a nivel mundial . El foco principal de la Campaña se centró en la sustitución del término Nakba (catástrofe) por el de “Día del Retorno”, con el objetivo de elaborar una nueva estrategia más optimista y triunfalista que la precedente, de carácter más trágico.
La Campaña al mismo tiempo organizó una campaña promocional filmando videos sobre la "Nakba" y el derecho al retorno, distribuyéndolos a diversos canales de televisión en varios idiomas, además de confeccionar carteles que se exhibieron en vallas publicitarias en diferentes países en distintos idiomas también.